# Арьяни, Абдель Рахман
Абдель Рахман бин Яхья аль-Арьяни (араб. عبد الرحمن الأرياني‎; 10 июня 1910 — 14 марта 1998) — йеменский военный и государственный деятель; 2-й президент Йеменской Арабской республики с 5 ноября 1967 по 13 июня 1974 года).

## Ранняя жизнь
Родился в деревне Арьян. Его отец был главным судьёй Йеменского Мутаваккилийского Королевства и очень известным знатоком шариата, а мать занималась благотворительностью.
Начал образование в родной деревне, где учился до 16 лет, после чего уехал в столицу страны Сану учиться в школе шариата и получил религиозное образование. Несколько лет работал имамом суда (до 1937 года), потом был назначен судьёй в Ан-Надире.

## Политическая деятельность
В Йеменском Королевстве был лидером оппозиционной группы «аль-Ахрар». Он занимал пост министра религиозных пожертвований в рамках первого национального правительства Северного Йемена и являлся гражданским служащим, в то время как власть находилась в руках военных, организаторов антимонархического переворота.
Активно выступал против королей Йеменского Мутаваккилийского Королевства, участвуя в деятельности оппозиционной группы «аль-Ахрар» («Свобода»), которая стремилась добиться установления республиканского строя. В феврале 1948 года участвовал в «Конституционной революции» «Движения Свободный Йемен» против короля-имама, направленной на установление конституционной монархии, а после её провала был осуждён на 5 лет заключения (3 года провёл в тюрьме, затем был амнистирован). Был членом шариатского управления в Таизе.
В 1954 году назначен членом Верховного шариатского суда.
В 1955 году за свою антимонархическую деятельность в «аль-Ахрар» был приговорен к смертной казни через отсечение головы, однако за несколько минут до казни получил отсрочку от короля-имама Ахмеда. Был заключён в тюрьму, где провёл 7 лет до падения монархии и победы революции. В общей сложности провёл более 15 лет в тюрьмах до своего окончательного освобождения в 1962 году.
После революции 26 сентября 1962 года — министр юстиции (в 1962), заместитель премьер-министра, член Совета Революционного Командования, затем член Президентского совета. С 5 октября 1963 по 10 февраля 1964 года — вице-президент и председатель Исполнительного совета ЙАР (премьер-министр). В 1964—1965 член Политбюро ЙАР, заместитель премьер-министра, член Президентского совета..

## Во главе страны
В результате переворота 5 ноября 1967 года, названного «Коррекционным движением 5 ноября», поддержанного руководством Египта, президент Абдалла ас-Саляль был смещен, к власти пришли умеренные республиканцы. Для руководства страной был учрежден Республиканский совет, в состав которого вошёл Абдель Рахман Арьяни, занявший пост председателя. 7 ноября новое республиканское правительство заявило, что продолжит укреплять республиканскую систему правления после того, как Арьяни заявил, что скоро начнутся переговоры с вождями роялистских племен.
Приложил основные усилия к примирению монархических и республиканских кругов. Благодаря его мероприятиям появились реальные перспективы мирного урегулирования гражданской войны, так как он был готов пойти на диалог с роялистами, вернув многим из них имущества, конфискованного революцией, что ускорило примирение. Резко осуждал вмешательства Египта и Саудовской Аравии во внутренние дела Йемена, особенно — помощь республиканцам.
10 декабря 1967 года официально обвинил Саудовскую Аравию в том, что она продолжает вмешиваться во внутренние дела Йемена и снабжает монархистов оружием и деньгами. 29 декабря в интервью корреспонденту ТАСС в Йемене заявил, что «Йеменская Арабская Республика подверглась нападению извне. Саудовская Аравия и стоящие за ней империалистические нефтяные монополии предоставили в распоряжение монархистов большое количество оружия, иностранных наемников и крупные суммы денег для подкупа племен».
В 1970 году достиг национального примирения со сторонниками королевской власти и установил формальные отношения с Саудовской Аравией. В 1972 году достиг предварительного соглашения с Южным Йеменом об объединении двух частей страны, на основе которого произошло объединение двух Йеменов в 1990 году. В годы его правления прошли первые в истории страны парламентские выборы и была принята первая конституция страны.

## Бескровный переворот и отставка Арьяни
13 июня 1974 года йеменская армия захватила власть в результате бескровного переворота. Государственное йеменское радио, цитируемое официальным информационным агентством Египта по Ближнему Востоку, объявило, что для управления страной создан Совет из семи полковников йеменской армии. По сообщению радио, Совет возглавил полковник Ибрагим аль-Хамди, который и организовал переворот. В тот же день Арьяни добровольно ушёл в отставку с целью избегнуть кровопролития в условиях нарастающего в стране кризиса.
Жил в Сирии, где и умер в 1998 году (в 1980-1981 годах жил в ЙАР) в возрасте 89 лет.

## Споры о еврейском происхождении
По словам Йосси Мельмана из израильской газеты «Га-Арец», Дорит Мизрахи из журнала «Мишпаха», и статье в еженедельном публицистическом журнале «Ха-олям ха-зэ», есть утверждения, что аль-Яхья Арьяни родился в йеменской еврейской семье из г. Ибб. В соответствии с этой версией, в 1918 году в Йемене была засуха, имевшая тяжёлые последствия. Оба его родителя умерли, а он был усыновлён влиятельной мусульманской семьей Арьяни и после принятия ислама получил имя «Абдель Рахман аль-Яхья Арьяни». В то время король-имам Йемена Яхья Мухаммад Хамид эд-Дин постановил, что все еврейские дети-сироты должны быть отлучены от своей религии и переданы на усыновление мусульманским семьям.
Однако, по мнению «YemenOnline», слухи о еврейском происхождении Абдель Рахмана аль-Яхья Арьяни являются «фантазией».